# Comuna Brănișca, Hunedoara
Brănișca (în maghiară: Branycska, în germană: Bernpfaff) este o comună în județul Hunedoara, Transilvania, România, formată din satele Bărăștii Iliei, Boz, Brănișca (reședința), Căbești, Furcșoara, Gialacuta, Rovina, Târnava și Târnăvița.

## Demografie
Componența etnică a comunei Brănișca
     Români (92,92%)
     Alte etnii (7,08%)
Componența confesională a comunei Brănișca
     Ortodocși (88,16%)
     Penticostali (1,93%)
     Romano-catolici (1,22%)
     Alte religii (2,25%)
     Necunoscută (6,44%)
Conform recensământului efectuat în 2021, populația comunei Brănișca se ridică la 1.554 de locuitori, în scădere față de recensământul anterior din 2011, când fuseseră înregistrați 1.767 de locuitori. Majoritatea locuitorilor sunt români (92,92%). Din punct de vedere confesional, majoritatea locuitorilor sunt ortodocși (88,16%), cu minorități de penticostali (1,93%) și romano-catolici (1,22%), iar pentru 6,44% nu se cunoaște apartenența confesională.

## Politică și administrație
Comuna Brănișca este administrată de un primar și un consiliu local compus din 9 consilieri. Primarul, Adel Ștef[*], de la Partidul Social Democrat, este în funcție din 2016. Începând cu alegerile locale din 2024, consiliul local are următoarea componență pe partide politice:
|  | Partid                          | Consilieri | Componența Consiliului | Componența Consiliului | Componența Consiliului | Componența Consiliului |
|  | ------------------------------- | ---------- | ---------------------- | ---------------------- | ---------------------- | ---------------------- |
|  | Partidul Social Democrat        | 4          |                        |                        |                        |                        |
|  | Partidul Național Liberal       | 3          |                        |                        |                        |                        |
|  | Alianța pentru Unirea Românilor | 2          |                        |                        |                        |                        |

## Atracții turistice
- Biserica de lemn "Întâmpinarea Domnului" din satul Bărăștii Iliei, construcție 1778, monument istoric
- Biserica de lemn "Sfântul Gheorghe" din satul Boz, construcție secolul al XVIII-lea, monument istoric
- Biserica de lemn "Nașterea Maicii Domnului" din satul Căbești, construcție 1864, monument istoric
- Biserica de lemn "Pgorârea Sfântului Duh" din satul Furcșoara, construcție 1808, monument istoric
- Biserica de lemn "Sfinții Arhangheli Mihail și Gavriil" din satul Gialacuta, construcție secolul al XVII-lea, monument istoric
- Biserica de lemn "Înălțarea Sfintei Cruci" din satul Rovina, construcție 1780, monument istoric
- Biserica de lemn "Sfântul Nicolae" din satul Târnava, construcție secolul al XVIII-lea, monument istoric
- Biserica de lemn "Cuvioasa Paraschiva" din satul Târnăvița, construcție secolul al XVII-lea, monument istoric
- Castelul "Jósika" din satul Brănișca

## Imagini

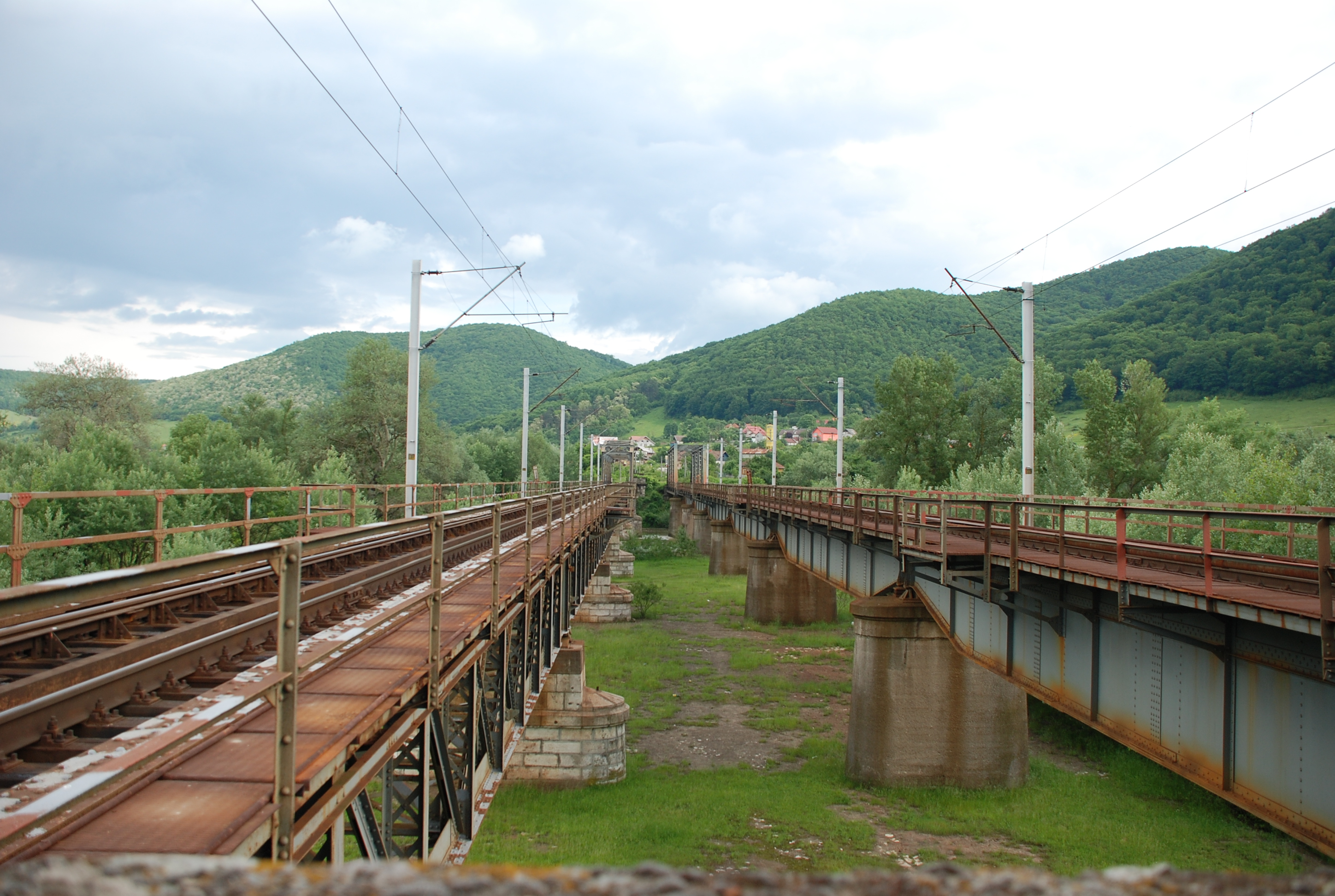
Poduri de cale ferată în apropiere de halta CFR Brănişca
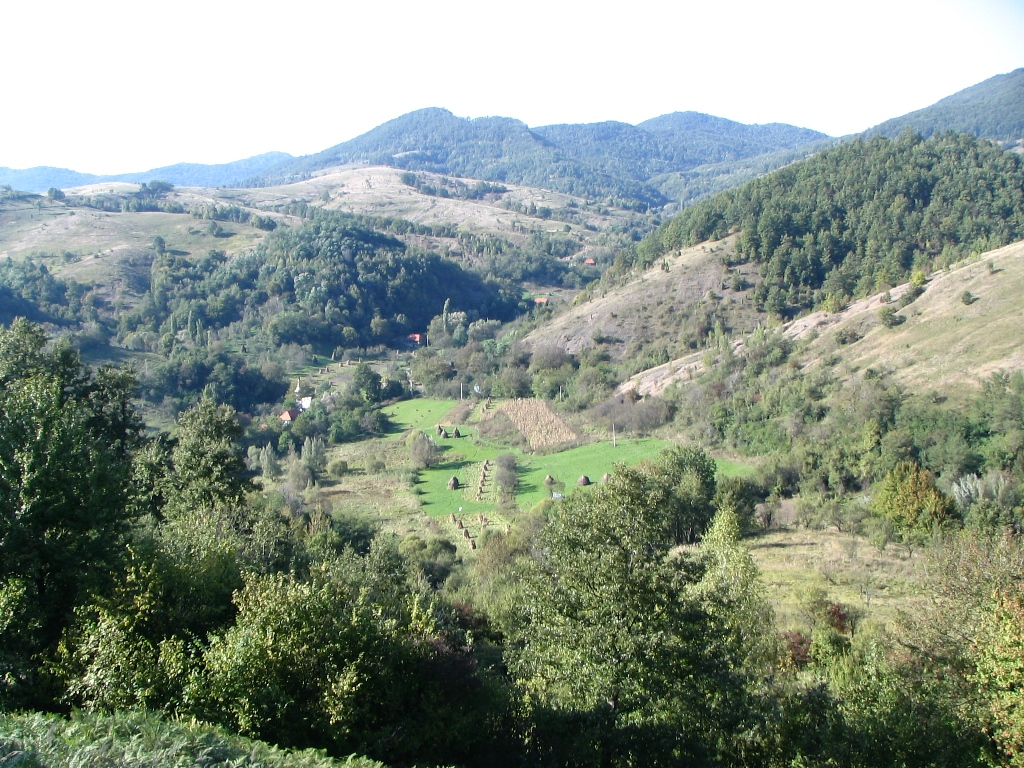
Bărăștii Iliei
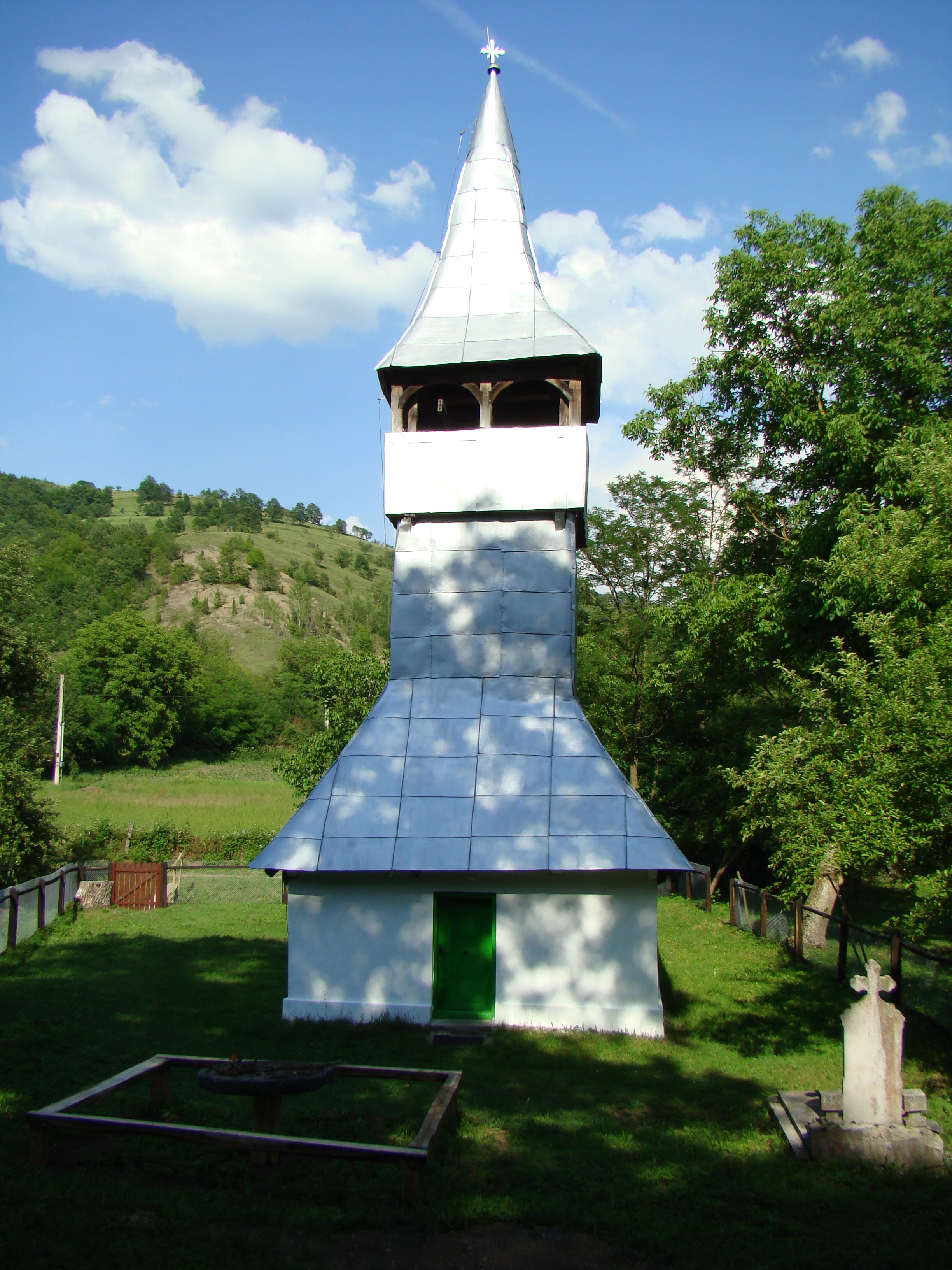
Biserica de lemn din Bărăștii Iliei (monument istoric)
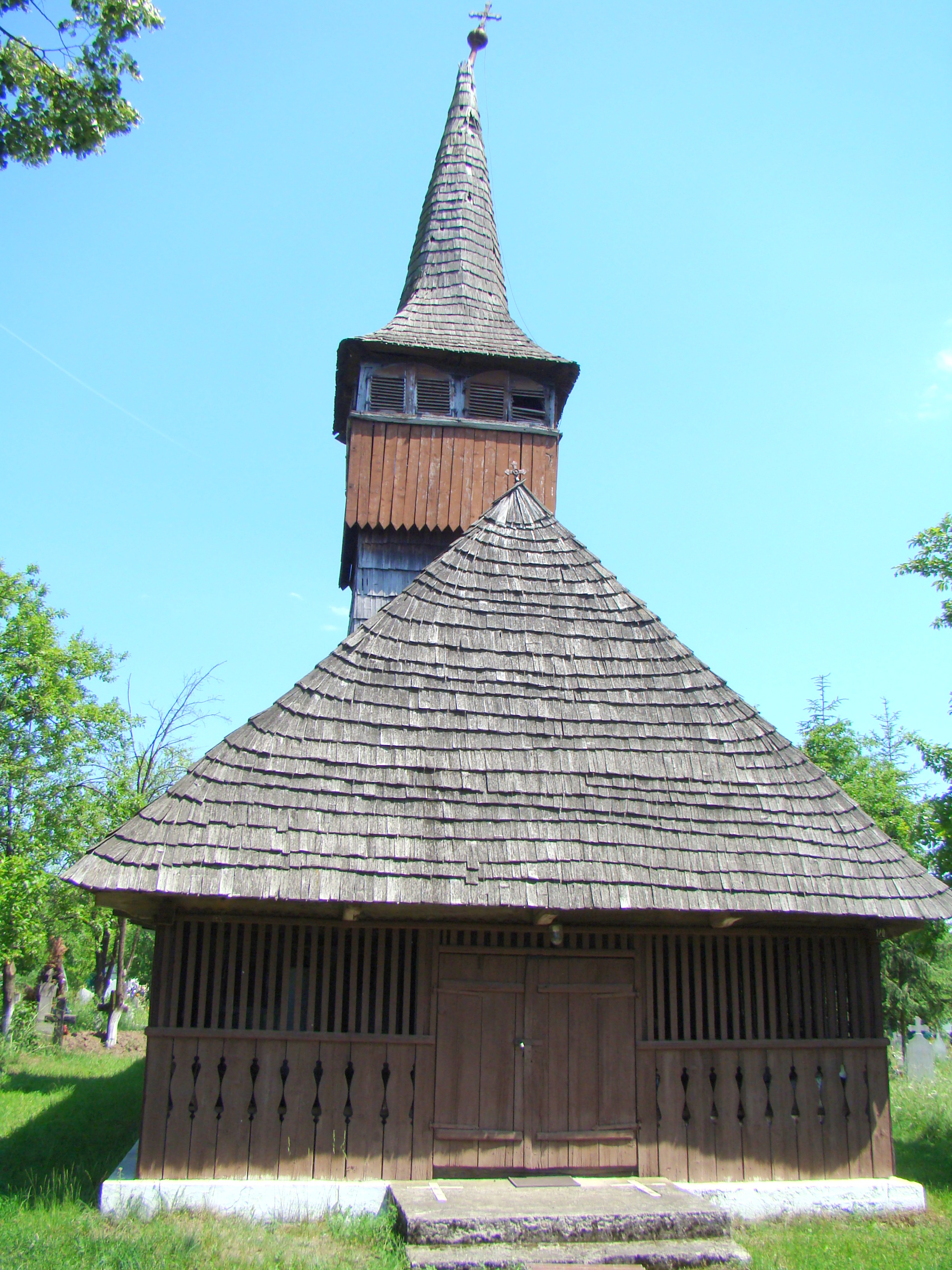
Biseria de lemn din Boz (monument istoric)
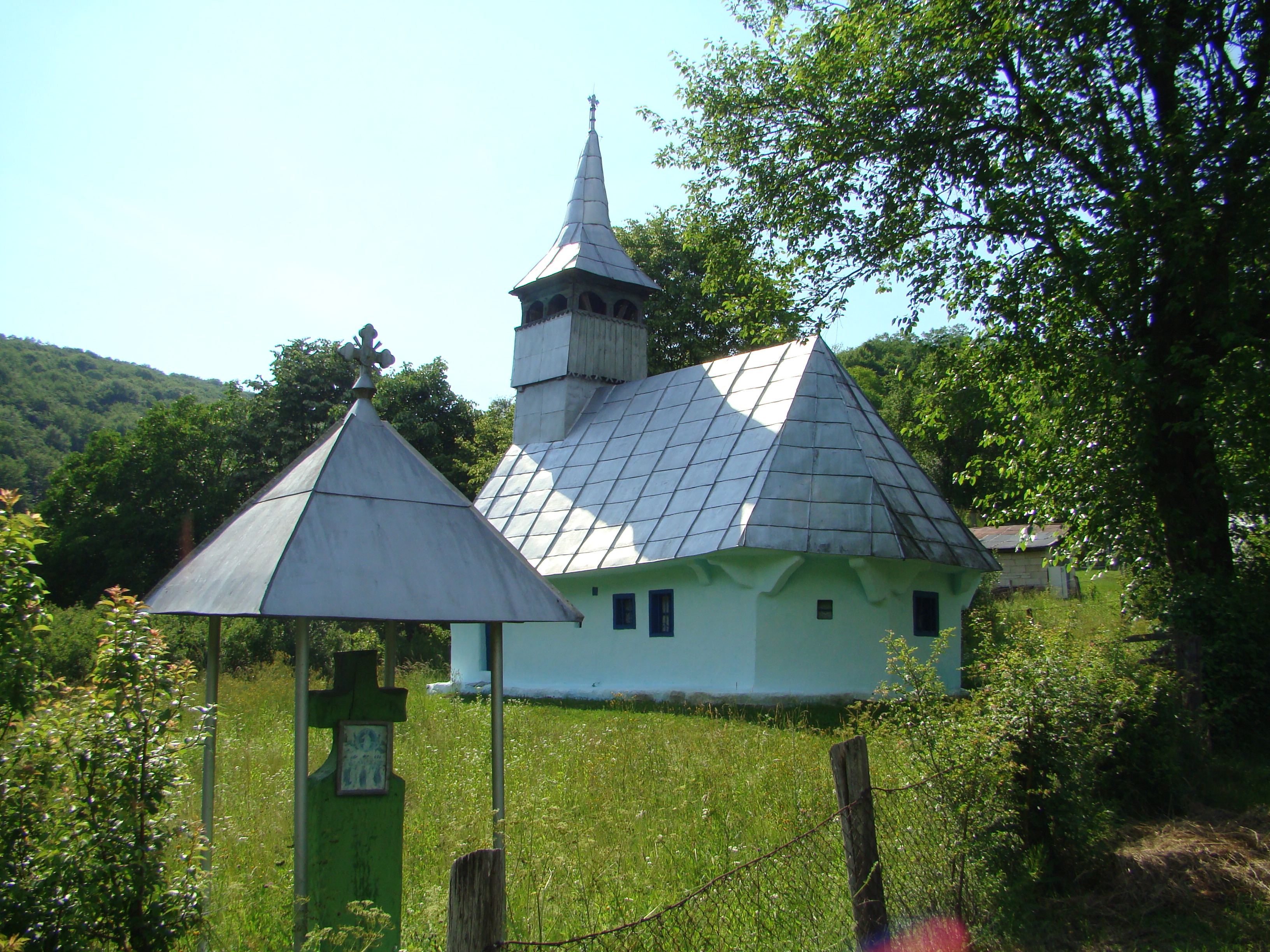
Biserica de lemn din Căbești (monument istoric)
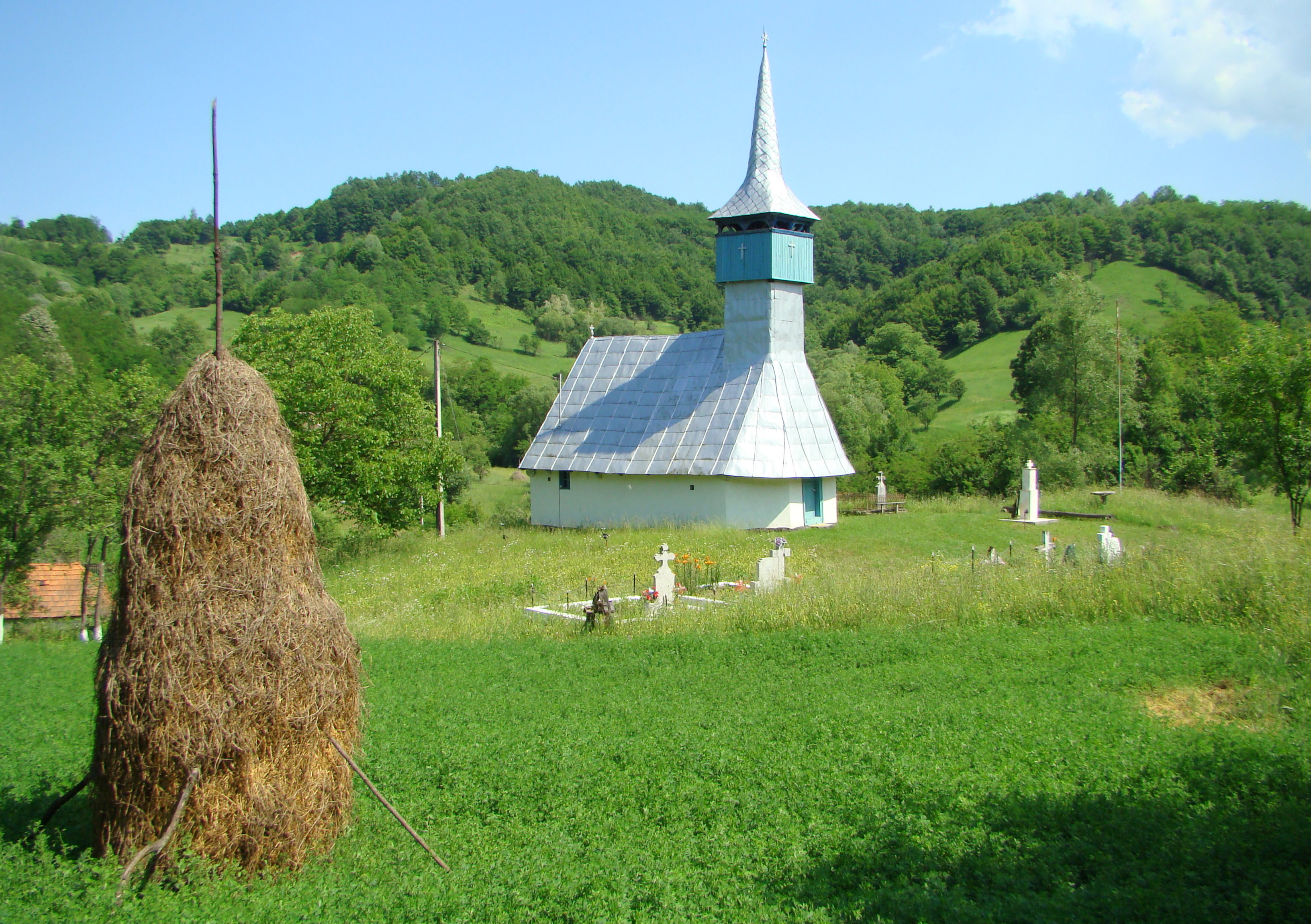
Furcșoara
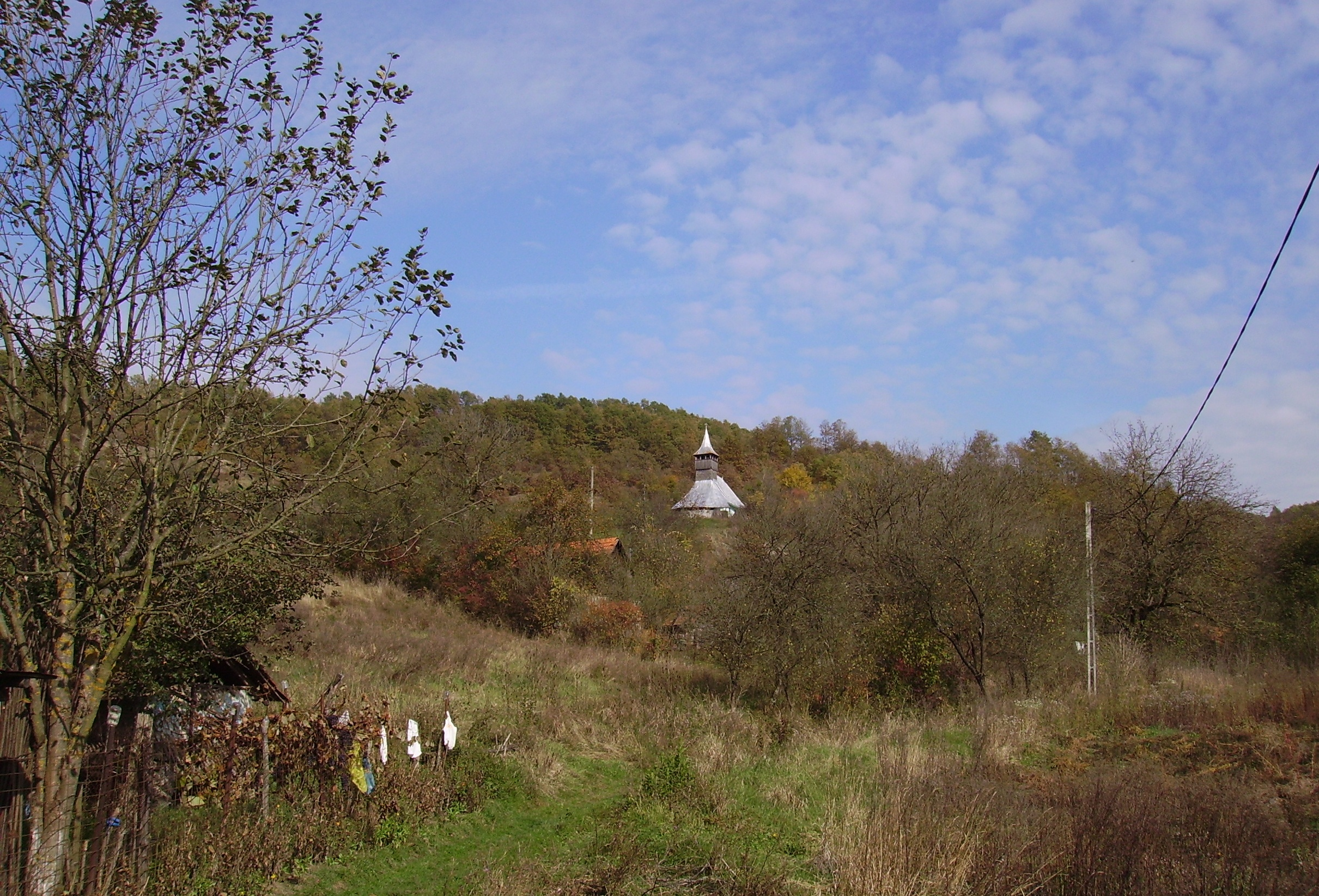
Gialacuta
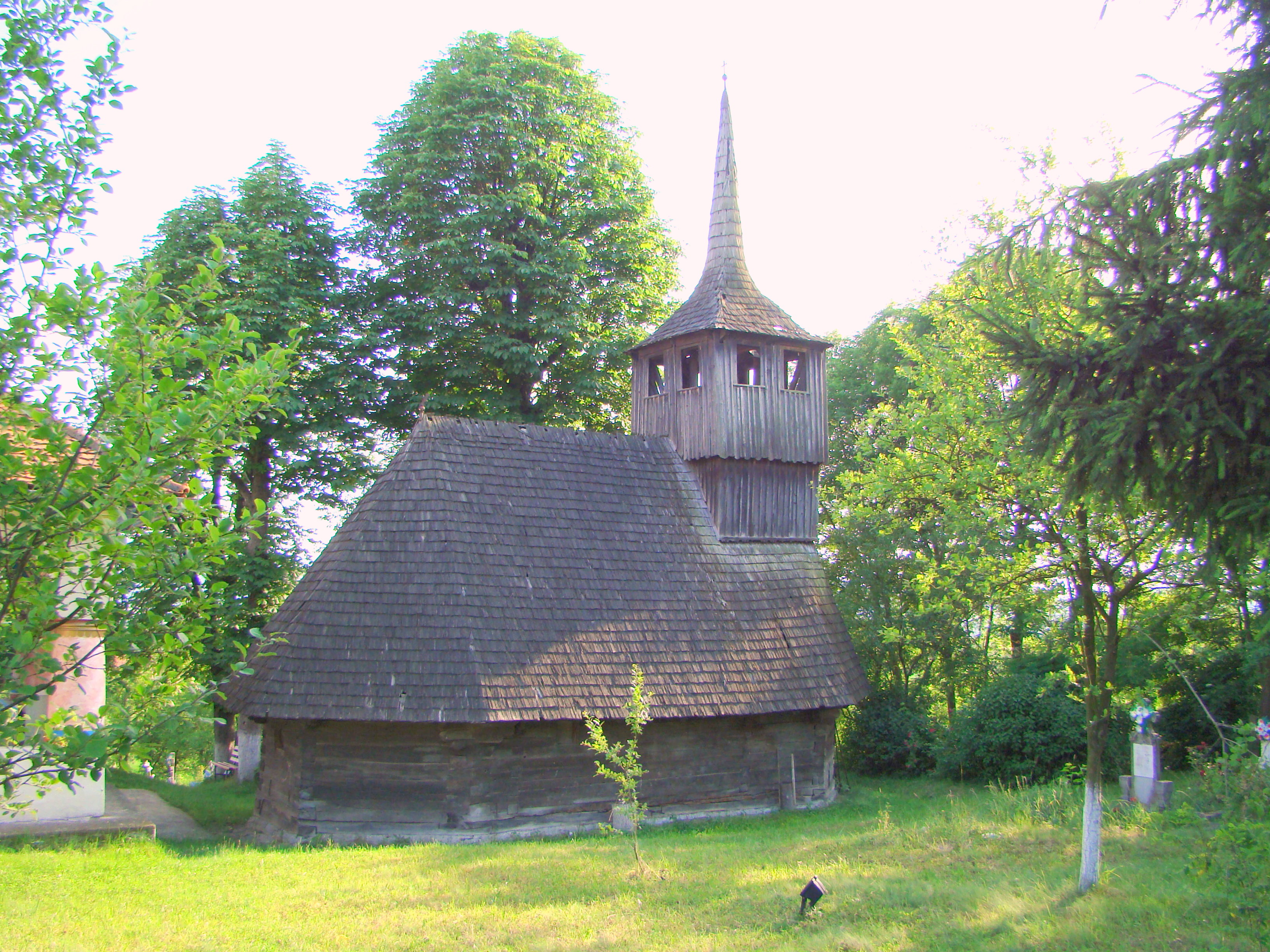
Biserica de lemn din Târnăviţa (monument istoric)